# Рамнику де Сус (Констанца)
Рамнику де Сус (рум. Râmnicu de Sus) насеље је у Румунији у округу Констанца у општини Кођалак. Oпштина се налази на надморској висини од 128 m.

## Становништво
Према подацима из 2002. године у насељу је живело 127 становника, од којих су сви румунске националности.